# Liste des départements suisses
En Suisse, les départements forment avec la Chancellerie fédérale ce qu'on appelle l'administration fédérale. Chaque membre du Conseil fédéral dirige un département. Les départements sont divisés en offices, qui peuvent être réunis en groupements. Les médias parlent toujours des « départements » mais utilisent parfois le terme de « ministre » pour désigner le conseiller fédéral responsable du département,,. 
Les départements sont au nombre de sept :
- Le Département fédéral des affaires étrangères (DFAE), dirigé par Ignazio Cassis.
- Le Département fédéral de l'intérieur (DFI), dirigé par Elisabeth Baume-Schneider.
- Le Département fédéral de justice et police (DFJP), dirigé par  Beat Jans.
- Le Département fédéral de la défense, de la protection de la population et des sports (DDPS), dirigé par Martin Pfister.
- Le Département fédéral des finances (DFF), dirigé par Karin Keller-Sutter.
- Le Département fédéral de l'économie, de la formation et de la recherche (DEFR), dirigé par Guy Parmelin.
- Le Département fédéral de l'environnement, des transports, de l'énergie et de la communication (DETEC), dirigé par Albert Rösti.